# Nationaal Songfestival 2003
Het Nationaal Songfestival 2003 werd gehouden in de Rotterdamse Ahoy. De finale werd voorafgegaan door vier voorrondes. Het winnende liedje werd uiteindelijk One more night van Esther Hart. Tijdens het Eurovisiesongfestival in Riga eindigde het op de dertiende plaats.
De uitzendingen van de voorrondes en de finale werden slechter bekeken dan in voorgaande jaren, omdat op hetzelfde moment op RTL 4 het populaire programma Idols werd uitgezonden. De finale van het Nationaal Songfestival viel samen met de een-na-laatste liveshow van Idols. Daarom had de finale van het Songfestival slechts 1,3 miljoen kijkers, terwijl Idols kon rekenen op 2,5 miljoen kijkers. De juryleden bij het Nationaal Songfestival gaven direct na ieder optreden hun (strenge) commentaar. Dit was nog niet eerder gebeurd tijdens een Nationaal Songfestival en leek dan ook een rechtstreeks gevolg van de populariteit van Idols. Het jurycommentaar bleef in de jaren na 2003 een vast onderdeel bij het Nationaal Songfestival.

## Voorrondes
Geïnspireerd door het grote succes van de nationale songfestivals van Zweden en België, die met voorronden werkten, werd in 2003 door de NOS besloten om in samenwerking met de TROS ook vier voorronden te organiseren. In deze vier voorronden werd door een vakjury, bestaande uit Corry Brokken, Nance, Johan Nijenhuis, Cornald Maas, Stanley Burleson, Coot van Doesburgh en Seth Kamphuis, een finalist gekozen. Door de publieksjury werd door middel van telefoon en sms een tweede finalist gekozen.
De voorrondes werden opgenomen in evenementencentrum Hart van Holland in Nijkerk en gepresenteerd door Harm Edens. Na de eerste voorronde ontstond veel commotie door de slechte geluidskwaliteit, het slechte camerawerk en de sfeerloze zaal in Nijkerk. Door de TROS werd hard gewerkt om dit te verbeteren, maar echt uit de verf kwamen de vier voorronden niet.
In de aanloop voor het Nationaal Songfestival riepen de NOS en Stichting Conamus meer dan duizend componisten op om een nummer in te zenden. Hierop ontving de omroep 502 inzendingen. Dit aantal werd door een selectiecommissie, bestaande uit Willem van Beusekom, Jerney Kaagman, Ron Stoeltie, Daniël Dekker en Daan van Rijsbergen, teruggebracht tot 32. De overgebleven kandidaten werden verdeeld over vier voorrondes die op de vier zaterdagen in februari werden uitgezonden. Alle voorrondes werden onderbroken door een uitzending van Blik op de weg. Na dit programma werd terug overgeschakeld naar Nijkerk voor de puntentelling. Uit elke voorronde ging als eerste de favoriet van de zevenkoppige vakjury door naar de finale. Daarna werden de stemmen van de televoters bekendgemaakt en ook de kandidaat met de met de meeste stemmen van de kijkers mocht naar de finale. Als de favoriet dezelfde was als die van de kijkers, ging de kandidaat met de op een na meeste televotes door.
Acht van de 32 nummers waren Nederlandstalig en de rest was Engelstalig. De enige uitzondering was het Italiaanse Turiddu van Arwin Kluft. Daarmee was het voor het eerst dat op een Nationaal Songfestival in een andere taal dan Nederlands, Engels of Fries werd gezongen. In elke voorronde zaten twee Nederlandstalige liedjes die geen van allen doorgingen naar de finale.

### Voorronde 1
- Sonny deed drie jaar eerder ook mee aan het Nationaal Songfestival. Hij eindigde toen op de vierde plaats met het liedje Wawakilele.
- Mary Amora zou in 2004 opnieuw meedoen, maar kwam toen niet verder dan de voorrondes.

In sommige delen van het land was tijdens de uitzending wegens een technische storing religieuze muziek van Radio 5 op de achtergrond te horen.
| Startplaats | Artiest         | Liedje                 | Score Cornald | Score Corry | Score Seth | Score Coot | Score Johan | Score Nance | Score Stanley | Totaalscore Jury | Eindplaats Jury | Percentage Televotes | Eindplaats Televotes |
| ----------- | --------------- | ---------------------- | ------------- | ----------- | ---------- | ---------- | ----------- | ----------- | ------------- | ---------------- | --------------- | -------------------- | -------------------- |
| 1           | Sonny's Inc.    | Mamboleo               | 2             | 1           | 1          | 1          | 1           | 2           | 2             | 10               | 7               | 7                    | 6                    |
| 2           | Aletia Bourne   | Wanna be the one       | 7             | 7           | 12         | 10         | 5           | 7           | 1             | 49               | 2               | 4                    | 8                    |
| 3           | Martin Frankena | Zoeken in de lucht     | 3             | 12          | 7          | 7          | 12          | 1           | 3             | 45               | 3               | 8                    | 4                    |
| 4           | Astrit          | Together forever       | 5             | 5           | 5          | 5          | 3           | 10          | 5             | 38               | 4               | 9                    | 3                    |
| 5           | Jerique Allan   | All about love         | 10            | 3           | 3          | 2          | 2           | 5           | 10            | 35               | 6               | 8                    | 4                    |
| 6           | Mary Amora      | Somewhere by the river | 12            | 10          | 2          | 12         | 10          | 3           | 12            | 61               | 1               | 41                   | 1                    |
| 7           | Blauwdruk       | Hotel 't Hart          |               | 2           |            | 3          |             |             |               | 5                | 8               | 6                    | 7                    |
| 8           | Zooom           | Boogie                 | 1             |             | 10         |            | 7           | 12          | 7             | 37               | 5               | 17                   | 2                    |

### Voorronde 2
- De leden van het duo The Beanuts zongen allebei in een boy- en girlband: Sally Flissinger zat in Close II You terwijl Joey deel uitmaakte van All Of Us. Deze groep deed in 1999 mee aan het Nationaal Songfestival en had een jaar later een hitje met Brand new start.
- Barbara Lok deed twee jaar later opnieuw mee met een Nederlandstalig nummer en haalde toen wel de finale.
- Esther Hart nam ook deel aan de Britse voorronde voor het Songfestival met het nummer Wait for the moment. Hoewel ze daar was doorgedrongen tot de finale trok ze zich na haar overwinning van vanavond terug om zich geheel op de Nederlandse finale te richten. Het nummer waarmee ze in Engeland zou deelnemen, werd tijdens de Britse finale gezongen door een mannelijke vervanger en eindigde met 0 punten op de vierde en laatste plaats.
- Sofuja, een afkorting voor soul, funk en jazz, was de artiestennaam van Boris Titulaer, die een jaar later doorbraak als winnaar van Idols 2.
- Steffen de Wolff is de zoon van Riem van The Blue Diamonds. Vader en zoon vormden later samen een duo als The New Diamonds.
- Richard Rodermond van Mango Nuts deed eerder als danser mee aan het Eurovisiesongfestival in 2000, toen hij onder de grote jurk van Linda Wagenmakers zat. In Mango Nuts zat ook Roy van den Akker, die sinds 2010 deel uitmaakt van Gordons formatie Los Angeles, The Voices. Gordon was overigens zelf ook een van de kandidaten aan het Nationaal Songfestival 2003 en zat in de vierde voorronde.

Cornald Maas zei over deze voorronde dat de vier beste nummers van vanavond allemaal beter waren dan de nummers uit de vorige voorronde en dat deze voorronde de beste nummers bevatte sinds het Nationaal Songfestival 1998.
| Startplaats | Artiest                  | Liedje                     | Score Stanley | Score Nance | Score Johan | Score Coot | Score Seth | Score Corry | Score Cornald | Totaalscore Jury | Eindplaats Jury | Percentage Televotes | Eindplaats Televotes |
| ----------- | ------------------------ | -------------------------- | ------------- | ----------- | ----------- | ---------- | ---------- | ----------- | ------------- | ---------------- | --------------- | -------------------- | -------------------- |
| 1           | The Beanuts              | Give it up                 | 3             | 5           | 3           | 2          | 7          | 3           | 3             | 26               | 4               | 7                    | 6                    |
| 2           | Barbara Lok              | Als twee vrienden          | 1             | 1           | 1           | 1          | 3          | 10          | 1             | 18               | 6               | 10                   | 5                    |
| 3           | Esther Hart              | One more night             | 10            | 10          | 12          | 12         | 12         | 5           | 12            | 73               | 1               | 30                   | 1                    |
| 4           | Sofuja & Glenn Corneille | She would                  | 12            | 12          | 7           | 5          | 10         | 7           | 10            | 63               | 2               | 15                   | 3                    |
| 5           | Steffen de Wolff         | Jij laat me nooit meer los | 2             | 2           |             | 3          | 2          |             |               | 9                | 8               | 3                    | 8                    |
| 6           | Mango Nuts               | Time to party              | 7             | 7           | 10          | 10         |            | 12          | 7             | 53               | 3               | 18                   | 2                    |
| 7           | Suzanne                  | Over The Moon              | 5             | 3           | 2           |            | 5          | 1           | 5             | 21               | 5               | 11                   | 4                    |
| 8           | Georges Lotze            | Footprints in the sand     |               |             | 5           | 7          | 1          | 2           | 2             | 17               | 7               | 6                    | 7                    |

### Voorronde 3
- Zangeres Suzanne, die in de vorige voorronde zelf meedeed, zong in het het achtergrondkoor van de Britse Julia West. Hun nummers werden door dezelfde componist geschreven.
- Het duo Brothers bestond uit de broers Ben en Dean Saunders. Twee jaar daarvoor hadden zij allebei deel uitgemaakt van de groep Follow That Dream, die voortkwam uit het televisieprogramma Alles voor de band. Acht jaar later stonden ze opnieuw in de belangstelling als winnaars van respectievelijk The voice of Holland en Popstars.
- Het trio Ebonique werd eerder tweede tijdens het Nationaal Songfestival 2001. Groepslid Ingrid Simons stond al twee keer op het Eurovisiesongfestival als achtergrondzangeres bij Maxine & Franklin Brown (1996) en Sergio & the Ladies (2002). In 2009 zong Simons opnieuw in de achtergrond, ditmaal bij De Toppers. Een van achtergrondzangeressen van Ebonique was Eva Simons. Zij is de dochter van Ingrid en maakte in 2005 deel uit van de groep Raffish, waarna ze in 2009 solo doorbrak.

Jurylid Coot van Doesburgh was tijdens deze voorronde verhinderd en werd vervangen door de winnares van het afgelopen Nationaal Songfestival in 2001: Michelle. Seth Kamphuijs had een keelontsteking, maar was toch naar de studio gekomen om te jureren.
| Startplaats | Artiest       | Liedje                  | Score Michelle | Score Cornald | Score Seth | Score Corry | Score Stanley | Score Johan | Score Nance | Totaalscore Jury | Eindplaats Jury | Percentage Televotes | Eindplaats Televotes |
| ----------- | ------------- | ----------------------- | -------------- | ------------- | ---------- | ----------- | ------------- | ----------- | ----------- | ---------------- | --------------- | -------------------- | -------------------- |
| 1           | Soullisticks  | We can't stop the music | 5              | 3             | 1          | 5           | 2             | 2           | 3           | 21               | 5               | 9                    | 5                    |
| 2           | Julia West    | Talking angels          | 10             | 7             | 7          | 3           | 7             | 5           | 10          | 49               | 3               | 6                    | 6                    |
| 3           | Mazzel        | Nananana                | 2              | 1             | 3          | 1           | 1             | 3           | 1           | 12               | 6               | 19                   | 2                    |
| 4           | Brothers      | Stand as one            |                | 2             |            | 2           | 5             | 1           |             | 10               | 7               | 3                    | 8                    |
| 5           | Sandra Abbink | Beautiful life          | 3              | 12            | 10         | 7           | 10            | 12          | 7           | 61               | 2               | 18                   | 3                    |
| 6           | Jeffrey       | Waar en wanneer         | 1              |               | 2          |             |               |             | 2           | 5                | 8               | 4                    | 7                    |
| 7           | Arwin Kluft   | Turiddu                 | 7              | 5             | 5          | 12          | 3             | 10          | 5           | 47               | 4               | 24                   | 1                    |
| 8           | Ebonique      | Heatwave                | 12             | 10            | 12         | 10          | 12            | 7           | 12          | 75               | 1               | 17                   | 4                    |

### Voorronde 4
- Gordon deed in 1990 ook al mee aan het Nationaal Songfestival. Hij bereikte toen de finale met zijn liedje Gini, maar kwam daarin niet verder dan de negende plaats. Pas een jaar later brak hij door met de nummer 1-hit Kon ik maar even bij je zijn. Pas in 2009 mocht Gordon naar het Eurovisiesongfestival als lid van De Toppers met het door hem zelf geschreven liedje Shine.
- Bert Heerink werd in de jaren 80 internationaal bekend als zanger van de hardrockgroep Vandenberg. Daarna hij had sinds 1995 veel succes met zijn solocarrière, dankzij een Heinekenreclame. Aanvankelijk was het de bedoeling dat Paul de Leeuw dit nummer zou zingen, maar hij haakte af omdat hij meer tijd aan de opvoeding van zijn kinderen wilde besteden. Heerink werd bijgestaan door het duo Manou: een afkorting van Marian van Noort en Anouschka de Wolff.
- Het duo A-Teaze bestond uit Alain Kersten en Ricardo van der Laan die van 1995 to 1999 deel uitmaakten van het trio B.E.D. Eén van de achtergrondzangeressen bij A-Teaze was Mandy Huydts van Frizzle Sizzle.

Johan Nijenhuis was niet aanwezig als jurylid, omdat hij in Amerika zat, voor besprekingen over zijn film Volle maan. Hij werd vervangen door de winnares van het Nationaal Songfestival 1999: Marlayne.
| Startplaats | Artiest              | Liedje                  | Score Stanley | Score Nance | Score Marlayne | Score Coot | Score Seth | Score Corry | Score Cornald | Totaalscore Jury | Eindplaats Jury | Percentage Televotes | Eindplaats Televotes |
| ----------- | -------------------- | ----------------------- | ------------- | ----------- | -------------- | ---------- | ---------- | ----------- | ------------- | ---------------- | --------------- | -------------------- | -------------------- |
| 1           | Kathy Bloom          | I'm on fire             | 7             | 3           | 2              | 10         | 7          | 10          | 7             | 46               | 3               | 4                    | 7                    |
| 2           | Boulevard            | Souvenirs               | 5             | 1           | 3              | 5          | 3          | 3           |               | 20               | 6               | 6                    | 4                    |
| 3           | Lewis & Simon        | Let's give it a try     | 10            | 7           | 7              | 7          | 10         | 7           | 10            | 58               | 2               | 5                    | 6                    |
| 4           | Sasja Brouwers       | Rauw                    |               |             |                | 3          |            |             | 1             | 4                | 8               | 6                    | 4                    |
| 5           | Gordon               | I'll be your voice      | 12            | 10          | 12             | 12         | 12         | 12          | 12            | 82               | 1               | 36                   | 1                    |
| 6           | Bert Heerink & Manou | Blue skies are for free | 1             | 2           | 1              | 1          | 2          | 2           | 2             | 11               | 7               | 23                   | 2                    |
| 7           | De Helden            | Omdat jij jij bent      | 3             | 5           | 10             |            | 1          | 1           | 3             | 23               | 5               | 4                    | 7                    |
| 8           | A-Teaze              | Don't cry               | 2             | 12          | 5              | 2          | 5          | 5           | 5             | 36               | 4               | 16                   | 3                    |

## Finale
De finale werd uitgezonden vanuit Ahoy in Rotterdam. De presentatie was in handen van Loes Luca als het typetje Nénette: een extravagante vrouw met zwaar Frans accent. Met haar groep Nénettes & les Zézettes verzorgde zij tevens het openings- en pauzenummer. Harm Edens interviewde de deelnemers tijdens het wachten in de green room. Wegens ziekte moest jurylid Nance verstek laten gaan. Zij werd vervangen door Edsilia Rombley. De stemmen van het publiek werden bekendgemaakt door André van Duin.
| Startplaats | Artiest              | Liedje                  | Score Cornald | Score Edsilia | Score Stanley | Score Coot | Score Seth | Score Johan | Score Corry | Totaalscore Jury | Score Publiek (Percentage) | Totaalscore | Eindplaats |
| ----------- | -------------------- | ----------------------- | ------------- | ------------- | ------------- | ---------- | ---------- | ----------- | ----------- | ---------------- | -------------------------- | ----------- | ---------- |
| 1           | Mango Nuts           | Time to party           | 2             | 2             | 3             | 5          | 1          | 7           | 2           | 22               | 9 (3%)                     | 31          | 5          |
| 2           | Mary Amora           | Somewhere by the river  | 3             | 3             | 4             | 3          |            | 3           | 3           | 20               | 8 (3%)                     | 28          | 6          |
| 3           | Bert Heerink & Manou | Blue skies are for free | 1             | 1             |               |            | 2          |             |             | 4                | 21 (7%)                    | 25          | 7          |
| 4           | Gordon               | I'll be your voice      | 7             | 10            | 12            | 10         | 12         | 10          | 7           | 68               | 56 (20%)                   | 124         | 2          |
| 5           | Esther Hart          | One more night          | 12            | 12            | 10            | 12         | 10         | 12          | 10          | 78               | 92 (33%)                   | 170         | 1          |
| 6           | Ebonique             | Heatwave                | 5             | 7             | 7             | 7          | 7          | 2           | 5           | 40               | 27 (10%)                   | 67          | 4          |
| 7           | Arwin Kluft          | Turiddu                 | 10            | 5             | 2             | 1          | 3          | 5           | 12          | 38               | 64 (23%)                   | 102         | 3          |
| 8           | Zooom                | Boogie                  |               |               | 1             | 2          | 5          | 1           | 1           | 10               | 3 (1%)                     | 13          | 8          |